# IF Rigor
IF Rigor är en idrottsförening från Kungsbacka kommun, bildad 2 november 1934. Klubben är verksam inom orientering, friidrott, mountainbike och längdåkning. Klubbstugan kallas Rigortorpet och är belägen i Älvsåker.
1995 bildades Varla IBK genom att innebandysektionerna i IF Rigor och Fjärås AIK slogs samman.